# Cesta, Dobrepolje
Cesta je naselje v Občini Dobrepolje.